# Too Little Too Late
Too Little Too Late este primul single extras de pe albumul The High Road, al interpretei americane JoJo.
Cântecul a beneficiat de un videoclip și de o campanie de promovare, iar cântecul a devenit unul dintre cele mai mari succese ale lui JoJo în România, câștigând poziția douăzeci în clasamentul celor mai difuzate piese.

Videoclipul pentru „Too Little Too Late” a fost regizat de Chris Robinson, filmat în iunie 2006, despre care JoJo afirmă că a fost întotdeauna prima ei alegere pentru a regiza proiectul; Ideea de a încorpora sportul în videoclipul muzical a venit de la Robinson. [ 71 ] Înainte de a se decide asupra fotbalului, JoJo s-a gândit să includă fotbal american în videoclipul muzical, până când Robinson a convins-o că fotbalul va avea un atractiv mai universal, deoarece este „cel mai mare sport din lume”. [ 71] Relația de atunci a lui JoJo cu fotbalistul Freddy Adu, combinată cu faptul că Cupa Mondială FIFA 2006 se apropia, se crede că a inspirat tema videoclipului muzical. [ 72 ] Videoclipul a fost filmat în primăvara anului 2006, în timpul playoff-urilor. [ 29 ] [ 72 ] JoJo a decis să nu numească un actor sau un model profesionist ca interesul ei amoros pentru videoclipul muzical, simțind că angajarea unui interpret necalificat ar da „o senzație mai autentică videoclipului muzical”. [ 71 ] Fotbalistul profesionist Mike Zaher, un tânăr fundaș pentru UCLA Bruins, [ 73 ] a fost ales în rolul iubitului lui JoJo, David, în videoclipul muzical. [ 72] Zaher avea 21 de ani la acea vreme și era student în doi ani la Universitatea din California, Los Angeles. [ 73 ] Inițial i s-a spus că el și colegii săi de echipă vor fi prezentați într-un videoclip muzical pentru actrița Lindsay Lohan. [ 74 ] Deși inițial a fost intenționat să apară doar ca figurant, JoJo a ales-o personal pe Zaher să o interpreteze pe iubitul ei în videoclipul muzical, după ce acesta a trecut testele de ecran. [ 72 ]
JoJo și Zaher au petrecut trei zile călătorind prin Los Angeles filmând diverse scene pentru videoclipul muzical. [72] Scenele de fotbal au fost filmate pe stadionul de fotbal East Los Angeles College, în timp ce alte scene au fost filmate la Universal Studios și într-o casă din Hollywood, California,[73] care era situată lângă Highway 10.[74] Relația de cuplu de pe ecran s-a transformat într-o relație de prietenie. [ 73] În ciuda faptului că a negociat inițial să i se plătească 8.000 USD pentru contribuția sa la videoclipul muzical, în cele din urmă lui Zaher nu i s-a permis să accepte plăți din cauza regulilor Asociației Naționale de Atletism Colegial (NCAA) la acea vreme,[ 72] care i-au interzis să accepte plăți legate de fotbal. [ 73 ]
„Too Little Too Late” a fost difuzat pentru prima dată pe AOL Music’s First View pe 17 iulie și a fost difuzat pe MTV și BET în toamna lui 2006. [ 72 ]
Rezumat și recepție
edita
La începutul filmului, JoJo îl vede pe David (Zaher) flirtând cu o femeie blondă la o petrecere în timp ce ține un pahar de băutură în mână. Cuplul discută, iar David o invită pe JoJo la meciul de fotbal important al echipei sale. La începutul piesei, JoJo este acasă, amintindu-și timpul petrecut cu David. Fotografiile alternează cu David jucând fotbal. David este prezentat mai târziu la o petrecere, unde respinge telefonul lui JoJo și apoi cochetează cu alte fete. [ 73 ] În finalul filmului, începe să plouă la meciul de fotbal al lui David, la care JoJo decisese să nu meargă. Între timp, JoJo aruncă amintirile ei și ale lui David și cântă în ploaia torentă. La un meci de fotbal, David primește un gol decisiv și echipa lui pierde. [ 74 ] Videoclipul se termină cu camera mișcând și îndepărtând fereastra lui JoJo, când ploaia se oprește.
„Too Little Too Late” a fost difuzat pentru prima dată pe AOL Music’s First View pe 17 iulie și difuzat pe MTV și BET în toamna anului 2006. În Marea Britanie, videoclipul pentru „Too Little Too Late” a avut premiera pe 14 octombrie 2006 pe Kopooka Hot The Box. Până în octombrie 2006, videoclipul a fost numărul unu pe iTunes, Yahoo și AOL. [11] Clipul muzical a atins, de asemenea, locul doi pe TRL,[62] după premiera pe numărul 9.[44] Matt Collar de la AllMusic a scris că videoclipul demonstrează o „majoretă suburbană care aruncă o atitudine hip-hop”, comparând personalitatea ei cu actrița Jennifer Aniston și cântăreața Beyoncé. [ 46 ]
JoJo și Adu și-au încheiat relația la scurt timp după lansarea videoclipului,[75], deși ambii au negat că intriga videoclipului ar avea vreo legătură cu asta. [ 42 ]

## Track listing
UK and Australian CD single
1. "Too Little Too Late" (Album Version) – 3:39
2. "Get It Poppin'" – 3:41

European CD maxi single
1. "Too Little Too Late" – 3:47
2. "Too Little Too Late" (Full Phatt Remix featuring Tah Mac) – 4:24
3. "Too Little Too Late" (Full Phatt Remix) – 3:53
4. "Too Little Too Late" (Instrumental) – 3:47
5. "Too Little Too Late" (Video) – 4:04

## Mixuri oficiale
- Album Version – 3:41
- Full Phatt Remix – 3:53
- Full Phatt Remix featuring Tah Mac – 4:24
- No Puedes Volver (Spanish Version) – 3:41
- Sarkhan (English & Spanish Mix)
- Josh Harris Radio Mix – 3:55
- Josh Harris Club Mix – 7:19
- Josh Harris Dub – 7:34
- Raul Rincon Vocal Version – 7:44
- Raul Rincon Dub Version – 7:44
- Raul Rincon Late Nite Dub Version – 7:44
- DJ Rufato's Anthem Mix - 11:41

## Clasament
| Clasament (2006–07)                  | Poziție |
| ------------------------------------ | ------- |
| Australia (ARIA)                     | 10      |
| Austria (Ö3 Austria Top 40)          | 40      |
| Belgia (Ultratop 50 Flanders)        | 44      |
| Brazila (Hot 100 Airplay)            | 1       |
| Cehia (Rádio Top 100)                | 66      |
| Danemarca (Tracklisten)              | 11      |
| Europa (European Hot 100 Singles)    | 10      |
| Germania (Media Control Charts)      | 30      |
| Ungaria (Rádiós Top 40)              | 25      |
| Irlanda (IRMA)                       | 2       |
| Italia (FIMI)                        | 11      |
| Olanda (Single Top 100)              | 96      |
| Noua Zeelandă (Recorded Music NZ)    | 5       |
| Suedia (Sverigetopplistan)           | 18      |
| Elveția (Schweizer Hitparade)        | 53      |
| UK Singles (Official Charts Company) | 4       |
| US Billboard Hot 100                 | 3       |
| US Adult Contemporary (Billboard)    | 28      |
| US Adult Top 40 (Billboard)          | 28      |
| US Mainstream Top 40 (Billboard)     | 2       |

| Regiune | Certificări | Vânzări    |
| --- | ----------- | ---------- |
| Australia (ARIA)                                                                                           | Aur         | 35.000^    |
| Noua Zeelandă (RMNZ)                                                                                       | Aur         | 7.500*     |
| Regatul Unit (BPI)                                                                                         | Argint      | 200.000^   |
| Statele Unite (RIAA)                                                                                       | Platină     | 1,000,000^ |
| *cifrele de vânzări sunt bazate pe un singur certificat ^cifrele cargo sunt bazate pe un singur certificat |             |            |

| Clasament (2006)         | Poziție |
| ------------------------ | ------- |
| US Billboard Hot 100     | 72      |
| Clasament (2007)         | Poziție |
| Australian Singles Chart | 82      |
| UK Singles Chart         | 45      |